# Австралійська академія кіно і телебачення
Австралійська академія кіно і телебачення (AACTA) — це професійна організація спеціалістів у сфері кіно і телебачення в Австралії. Метою Академії є «виявлення, нагородження, популярізація та відзначення найбільших досягнень Австралії в кіно і телебаченні».
Академія була створена у серпні 2011 року за підтримки Австралійського інституту кіно (AFI), щоб виступати в ролі його підрозділу та управляти нагородами AACTA (раніше — нагородами Австралійського інституту кіно, також відомими як AFI Awards), яка відзначає досягнення серед австралійських художніх фільмів, телебачення, документального та короткометражного кіно.
Академія складається з 15 підрозділів, кожен з яких представляє різних працівників телевізійної сфери, включаючи акторів, режисерів, продюсерів та письменників. Вона контролюється президентом Академії та Почесною радою. Австралійський актор Джеффрі Раш є інавгураційним президентом, а в січні 2012 року він отримав інавгураційну премію AACTA .

## Передумови
Австралійська академія кіно і телебачення (AACTA) — це неприбуткова організація, що базується на членстві, метою якої є «виявлення, нагородження, популярізація та відзначення найбільших досягнень Австралії в кіно і телебаченні». Академія є дочірньою компанією Австралійського інституту кіно (AFI), некомерційної організації, яка була створена в 1958 році для розвитку активної кінокультури в Австралії та сприяння взаємодії широкої громадськості та австралійської кіноіндустрії. AFI також відповідала за адміністрування премій Австралійського інституту кіно (більш відома як премія AFI), яка до 2011 року нагороджувала австралійських спеціалістів у сфері художнього, документального, короткометражного кіно та телебачення. Академія отримує фінансування від AFI, держави та федеральних урядів.
У червні 2011 р. AFI запропонувала створити «Австралійську академію». Її завданням було підвищення авторитету австралійського кіно і телебачення в країні та за кордоном, а також зміна способу заохочення талантів шляхом імітації методів, що використовуються в зарубіжних кіноорганізаціях, таких як Академія кіномистецтв і наук (AMPAS) та Британської академії кіно і телебачення (BAFTA). Система голосування змінилася шляхом створення «Почесної ради», яка керуватиме п'ятнадцятьма підрозділами, що складаються з професіоналів галузевих гільдій та організацій, включаючи акторів, режисерів, продюсерів та сценаристів. Також було зазначено, що Академія не замінить AFI, а минулі переможці нагород AFI становлять засновницьку спадщину" Австралійської академії. " Коли було оголошено про пропозицію, AFI розпочала фазу консультацій, де представники громадськості та кіноіндустрії надавали свої відгуки щодо запропонованих змін протягом червня 2011 р. Щодо цього Даміан Треуелла — генеральний директор AFI, сказав: «Ми вважали, що кращим способом взаємодії з галуззю було б спробувати вдосконалити нашу професійну структуру. Це значне покращення в тому, що робить AFI».
20 липня, через кілька тижнів після закінчення періоду консультацій, AFI оголосила, що продовжить просувати запропоновані зміни та Австралійську академію. Коли Тревелла запитали про терміни оголошення, він заявила, що: «Завдяки величезнїй підтримці, яку ми отримали, ми зараз впевнені, що рухаємось у правильному напрямку, і, отже, мусимо робити це швидко, щоб започаткувати перший етап Академії». 18 серпня 2011 р. AFI оголосив на спеціальному заході в Сіднейському оперному театрі, що академія буде називатися Австралійською академією кіно і телебачення (AACTA), а церемонія інавгураційних нагород буде перейменована на AACTA Awards, але стане продовженням щорічних нагород AFI. Під час заходу також стало відомо, що президентом інавгураційних нагород буде Джеффрі Раш. У ту ніч було відкрито нову золоту статуетку, створену австралійським скульптором Роном Гомбоком, на якій зображений "людський силует у формі сузір'я Південного Хреста ".

## Структура
Академія, яка налічує від 1500 до 2000 її членів, складається з п'ятнадцяти підрозділів, кожен з яких представляє різні галузі в художньому кіно, телебаченні, документальному та короткометражному кіно. Це контролюється президентом Академії та Почесною радою. Роль Почесної ради полягає у визначенні політики та стратегії способу, яким Академія винагороджує учасників. Розділи такі:
| - Актори - Анімація - Кінематографи - Композитори - Художники по костюмам | - Режисери - Редактори - Керівники - Зачіски та грим артистів - ЗМІ та зв'язок з громадськістю | - Продюсери - Художники — постановщики - Сценаристи - Звук - візуальні ефекти та спецефекти |

## Президент, меценат, посол[17]
- Джеффрі Раш (2011—2017)
- Доктор Джордж Міллер -меценат
- Кейт Бланшетт — посол

## Почесні радники
| - Стюарт Бетті, 2011–дотепер - Джен Чепмен, 2011–дотепер - Джонатан Чіссік, 2011–дотепер - Ебі Корніш, 2011–дотепер - Рольф де Хір, 2011–дотепер - Елізабет Дрейк, 2011–дотепер - Адам Елліот, 2011–дотепер - Ентоні Джінейн | - Нікі Гулі, 2011–дотепер - Иан Грейсі, 2011–дотепер - Девід Хіршфельдер, 2011–дотепер - Джессіка Хоббс, 2011–дотепер - Кеппі Аєрленд, 2011–дотепер - Пітер Джеймс (кінематографіст), 2011–дотепер - Клаудіа Карван, 2011–дотепер - Афродіта Кондос, 2011–дотепер | - Ендрю Менсон, 2011–дотепер - Дебора Меілмен, 2011–дотепер - Тоні Мьортех, 2011–дотепер - Ентоні Партос, 2011–дотепер - Ян Сарді, 2011–дотепер - Фред Щепісі, 2011–дотепер - Емілі Шерман, 2011- дотепер - Джек Томпсон (актор), 2011–дотепер |

## Події

### Фестиваль кіно
Фестиваль кіно, який проводиться спільно з Австралійським інститутом кіно, демонструє фільми, які змагаються за премію AACTA, а інавгураційний фестиваль проходить у Сіднеї та Мельбурні з жовтня по листопад 2011 р. Фестиваль знаменує собою початок сезону австралійських кінопремій і члени Академії можуть розпочати голосування за фільми всіх категорій, тоді як члени Інституту голосують лише за найкращу короткометражну анімацію, найкращий короткометражний художній фільм та премію «Вибір членів академії» .

### Нагороди
Нагороди AACTA замінили попередні нагороди Австралійського інституту кіно, але слугують продовженням минулих церемоній. Вперше нагороди були запроваджені Австралійським кіноінститутом у 1958 році (як Australian Film Awards) в рамках Міжнародного кінофестивалю в Мельбурні і діяли до 1972 року. До 1969 року нагороди вручались як приз нехудожнім фільмам через їх відсутність в Австралії. До 1976 року були засновані конкурсні кінопремії, а в 1987 році — введені премії у галузі телебачення. Нагороди зазвичай проводилися в кінці кожного року в Мельбурні, AFI оголосила, що перенесе нагороди на січень 2012 року в Сіднейському оперному театрі, щоб привести їх у відповідність із міжнародними кінопреміями. Процесс нагородження проводиться двома етапами: обід AACTA Awards — подія «Black Tie», де вручаються нагороди за нехудожні та короткометражні фільми, виробництво фільмів, телевізійні програми, не пов'язані з драмою, нагорода Реймонда Лонгфорда, та церемонію AACTA яка вручає нагороди у всіх інших категоріях на більшій локації та транслюється по телебаченню. Крім того, нагороди за досягнення в зарубіжному кіно були вручені одного разу на Міжнародній премії AACTA у Лос-Анджелесі в 2012 році

## Дивитися також
- Кіно в Австралії